# Malá vodní elektrárna Kořensko
Malá vodní elektrárna Kořensko je umístěna při vodní nádrži Kořensko při levém břehu mezi jezem a plavební komorou. Je součástí vltavské kaskády. Provoz elektrárny je plně automatizován a je dálkově řízen z centrálního dispečinku ve Štěchovicích. Vodní dílo bylo vybudováno v letech 1986–1992 a obsahuje 2,8 mil. m³ vody. Jsou zde nainstalovány dvě Kaplanovy turbíny s výkonem 1,9 MW o průměru 3000 mm, hltnosti 2 × 35 m³/s a spádu 6,2–2,0 m.
Voda, kterou Jaderná elektrárna Temelín vrací do Vltavy, teče přes Peltonovu turbínu malé vodní elektrárny Kořensko 2. Vodní elektrárna Kořensko 2 v roce 2023 vyrobila 2 099 MWh elektrické energie.